# مترو شرقی
مترو شرقی (به انگلیسی: Metro East) یک منطقهٔ مسکونی در ایالات متحده آمریکا است که در ایلینوی واقع شده‌است. مترو شرقی ۷۰۲٬۵۷۹ نفر جمعیت دارد.